# James Hamilton (3e comte d'Arran)
Pour les articles homonymes, voir James Hamilton, Hamilton et Comte d'Arran.
James Hamilton, 3e comte d'Arran (1537-1609) est un soldat de la noblesse écossaise qui s'est opposé à la régence sous domination Française, pendant la Réforme. Il est le fils aîné de James Hamilton, duc de Châtellerault, qui est un temps régent d'Écosse. Il est d'ascendance royale, troisième ou quatrième héritier de la couronne écossaise. Malgré de nombreuses propositions et des projets de mariages royaux, il ne se marie jamais. Il se rend en France avec Marie, reine d'Écosse, où il commande la Garde écossaise. De retour en Écosse, il devient une figure proéminente de la rébellion qui va conduire à la Réforme écossaise, au grand dam de Marie et de ses partisans français. Sa santé mentale va en se détériorant progressivement, et aboutit à la démence en 1562, il est ensuite enfermé jusqu'à la fin de sa vie.

## Biographie
James Hamilton est né en 1537 ou 1538, voire 1532, assez probablement à Hamilton, dans le Lanarkshire, en Écosse. Il est le fils aîné de Margaret Douglas et de James Hamilton 2e comte d'Arran, qui sera fait duc de Châtellerault, en France, en 1548. Il est également l'arrière petit-fils de Mary Stuart, fille aînée de Jacques II d'Écosse. Il est donc, avant la naissance de Jacques VI le descendant mâle légitime le plus âgé de la couronne d'Écosse, et donc héritier présomptif pendant une grande partie du règne de Jacques V. La famille de son père descend de Walter FitzGilbert, le fondateur de la Maison de Hamilton, qui avait reçu la baronnie de Cadzow de Robert Ier.
A noter que la mère de James, Margaret Douglas, descend de Jacques IV par l'intermédiaire d'une fille illégitime de sa maitresse Marion Boyd, et de Jeanne Stuart, fille de Jacques Ier d'Écosse. Elle a épousé le père de James en septembre 1532. Celui-ci, arrière petit fils de Jacques II, devient de par son lignage régent d'Écosse en 1542, à la mort de Jacques V.

## Projets de mariage
Le régent envisage plusieurs mariages royaux pour son fils James, qui est deuxième héritier en ligne de la couronne écossaise. En mars 1543, il pense déjà à marier son fils à la fille de Jacques V, la reine Marie, qui n'a alors qu'un an. Sa mère, Marie de Guise veut l'éviter absolument.
En juillet 1543, le roi d'Angleterre souhaite marier la petite reine Marie à son fils Édouard. Le Régent se voit alors proposer, par Henri VIII, la main de sa fille Elizabeth (future Elizabeth I), pour son fils James. Il se peut qu'Henri VIII ait lui-même proposé cette union dans un but politique mais cette proposition n'aboutit pas non plus, le régent ayant rejoint, en septembre, la faction pro-française du cardinal Beaton après avoir abjuré le protestantisme pour la religion catholique romaine. Henry répond en déclenchant le Rough Wooing, une guerre de huit ans qui vise à forcer les Écossais à accepter le mariage.
En 1543, James est envoyé, comme otage du cardinal Beaton, au château de St Andrews, ainsi qu'il avait été convenu pendant la médiation de Kirkliston, qui visait à réconcilier les parties prenantes au « Secret Bond », un accord signé par les partisans à une alliance française, pour s'opposer au mariage de Marie avec Edouard et à la soumission des écossais à « leurs vieux ennemis d'Angleterre ».
En mai 1546, James est toujours à St Andrew sous la garde du cardinal quand celui-ci est assassiné par un groupe de Protestants,. James est alors fait prisonnier par les conspirateurs qui se retranchent dans le château. Le 14 aout, le Parlement décide de le destituer de tous ses droits de succession à la couronne d'Écosse (et aux propriétés familiales) au cas où il serait livré aux Anglais par les Protestants. Un véritable siège du château commence en octobre 1546 sans obtenir la reddition des conspirateurs, qui sont ravitaillés par les Anglais, jusqu'à ce qu'Henry II envoie une flotte française commandée par l'amiral Leone Strozzi, en juillet 1547, pour appuyer le gouvernement écossais. Le château est pris le 30 juillet.
Le régent accepte alors le mariage de Marie avec le dauphin François, fils et héritier du roi Henri II ; l'accord est officialisé par le traité de Haddington. En remerciement, le régent est fait duc de Châtellerault. James lui succède comme comte d'Arran mais il n'héritera pas du titre français, son père l'ayant perdu en 1559 lorsqu'il change d'alliance et bascule du côté protestant.

## Années en France

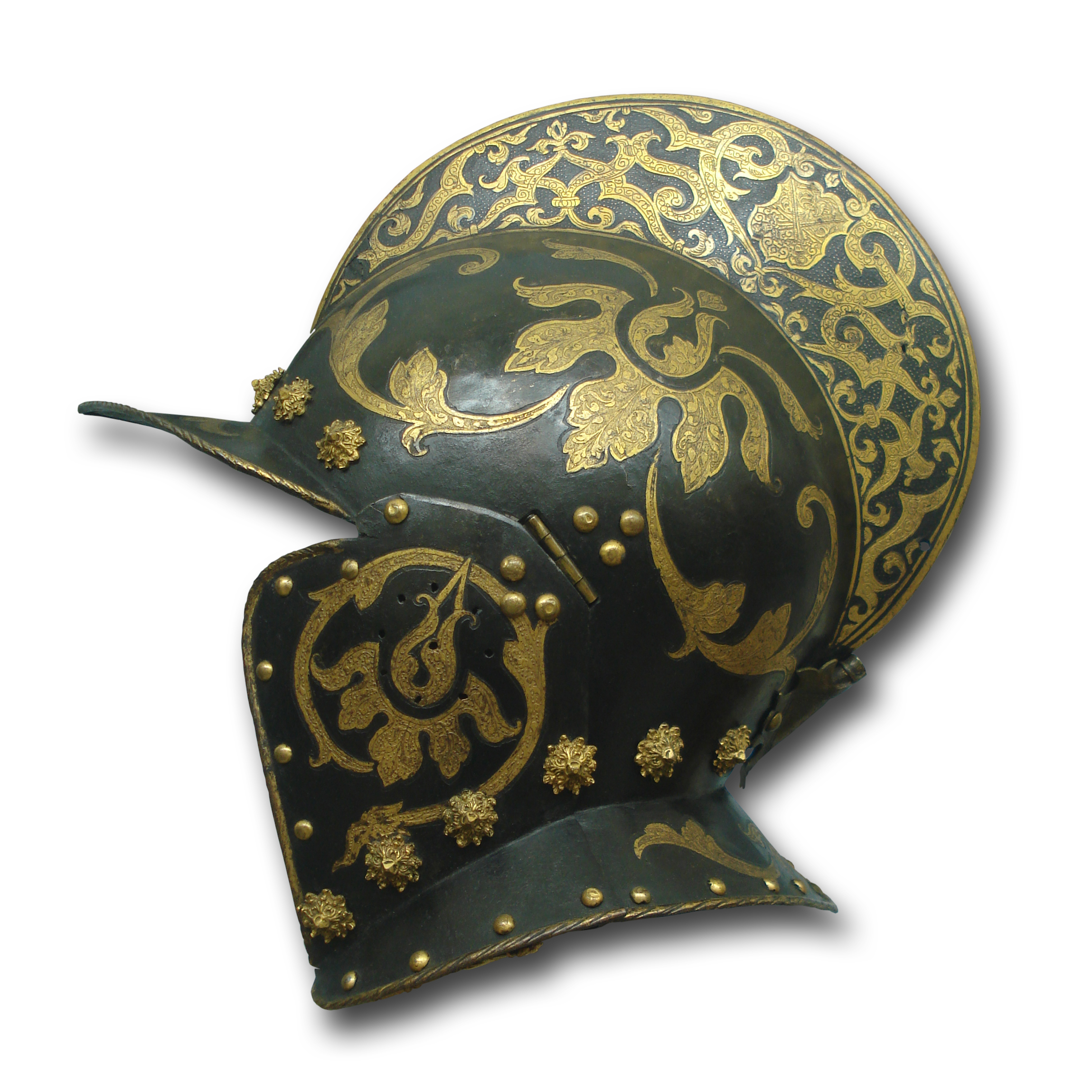
Bourguignotte

En aout 1548, Marie Stuart part vivre en France, James l'accompagne ou la précède d'un mois. Bien qu'ayant à peine 16 ans, au mieux, il est nommé commandant de la Garde écossaise et se distingue lors de la Bataille de Saint-Quentin (1557).
Le 24 janvier 1553, l'armurier royal français Bénédict Claye reçoit une commande pour une armure décorée de gravures dorées, destinée à Jacques, elle comprend un morion, une bourguignotte et des accessoires.
En avril 1548, Henri II propose à James d'épouser Françoise, fille du duc de Montpensier. Après le mariage de Marie au Dauphin, un certain nombre de dames de la cour sont proposées en mariage à James dont, notamment, Mademoiselle de Bouillon, fille de Diane de Poitiers, en mai 1557, Claude de Rieux, Louise de Rieux (qui épousa René II, marquis d'Elbeuf), et Jeane de Savoie. Mais Jacques n'en épouse aucune.

## Projet de mariage avec Élizabeth d'Angleterre

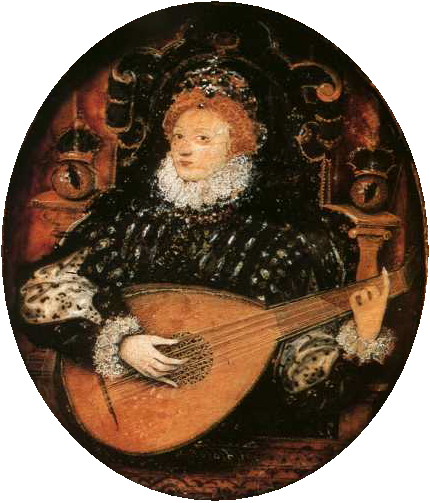
N. Hilliard, Elizabeth I jouant du luth

Le Duc de Châtellerault, père de Jacques, renonce à la régence de l'Écosse en 1554 et suit par la suite une politique pro-anglaise. En 1558, il propose de marier Jacques à la reine Élisabeth Ire d'Angleterre pour cimenter une alliance anglo-écossaise. Ce projet de mariage, encouragé par John Knox, principal ecclésiastique protestant d'Écosse, et par John Jewel, évêque de Salisbury est soutenu par les Lords de la Congrégation. La reine Élizabeth y réfléchit sérieusement car elle indique à l'évêque Quadra, en janvier 1560, que James n'a jamais été près du trône d'Écosse du fait de la maladie de Marie Stuart et que tout le monde rêve de réunir les couronnes d'Écosse et d'Angleterre au moyen de ce mariage. L'évêque Jewel reste favorable au mariage jusqu'en juin 1560. Le 31 aout 1560, les « États d'écosse » décident d'envoyer des députés à Elizabeth pour « la soliciter, s'il est possible, de prandre à mary le conte d'Arrane »,.
Le 8 décembre 1560, Élisabeth déclare aux ambassadeurs écossais, William Maitland, le comte de Morton et le comte de Glencairn, qu'elle rejette la demande en mariage de James. Un chroniqueur ultérieur, David Hume de Godscroft, estime que la demande en mariage est « tellement improbable qu'une telle proposition, comme le sait Morton, ne serait pas vraiment acceptable pour elle », bien qu'elle ait été faite par le Parlement d'Écosse.
La reine Élizabeth essaie par la suite d'inciter Marie Stuart à épouser James pour éviter qu'elle n'épouse un étranger, ce qui renforcerait l'Écosse au détriment de l'Angleterre.

## Monsieur de Beaufort

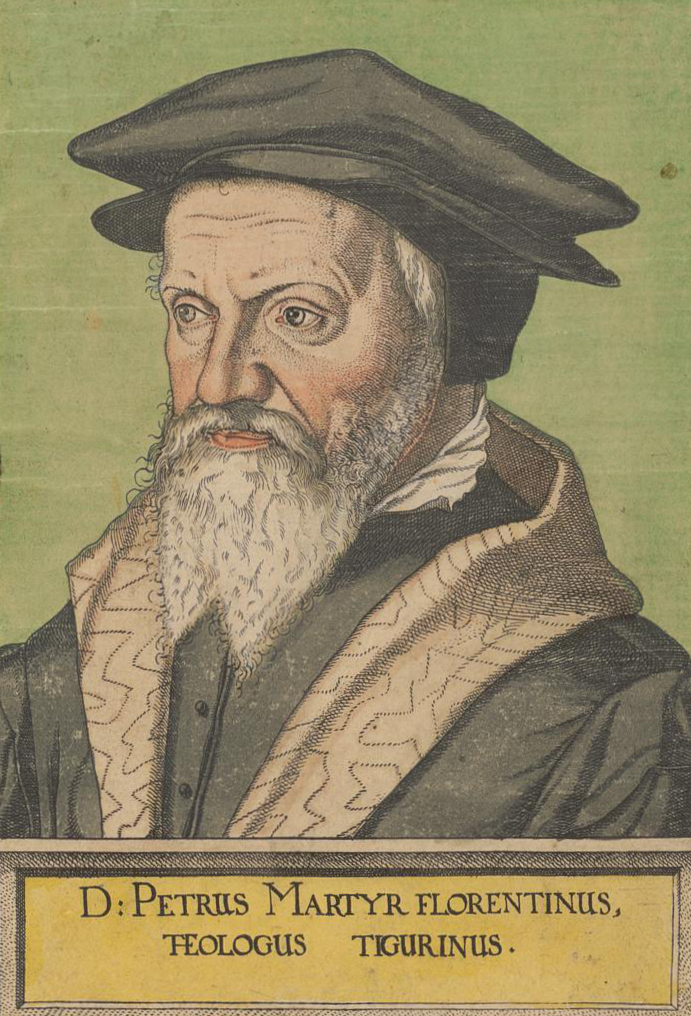
Portrait de Pierre Martyr

Le 21 juin 1559, Henri II, furieux des agissements de James qui, s'étant « depuis quelque temps laissé séduire au faict de la religion, y est entré si avant qu'il a faict infinis scandalles à chastellerault et aultres lieux de mon pays de Poictou où il a demeuré et gasté beaucoup des peuples et subjects desdicts pays ». Il demande très instamment à la reine Elizabeth « de le faire arrester prisonier en son royaulme pour m'estre rendu et restitué comme criminel de lèze Magesté et fugitif de mon dict royaulme ».
James, qui se trouve avec son père à Châtellerault, devient un fugitif des autorités françaises ; il part se mettre en sécurité en Suisse en juillet, et passe 15 jours caché dans un bois en chemin. Son évasion de France est orchestrée par William Cecil, conseiller d'Élisabeth, et Nicolas Throckmorton, ambassadeur d'Angleterre à Paris.
James se rend d'abord à Genève, puis à Zurich où il est l'invité de Pierre Martyr, et enfin à Lausanne, où il rencontre Thomas Randolph (alias Barnaby). Ils voyagent incognito vers l'Angleterre en passant par les Flandres. À Londres, il séjourne chez Cecil à Westminster et a un entretien avec la reine elle-même dans le jardin de Hampton Court.
Fin juin 1559, Throckmorton écrit à Cecil pour lui décrire la façon dont James été traité en France. Après son départ, certains de ses gardes écossais se sont battus avec des soldats français. L'un des commissaires français chargés de son arrestation a tenté de s'excuser auprès de Marie, reine d'Écosse, mais Throckmorton apprend que Marie a dénoncé James comme un étant un traître et espère que cette nouvelle fera avancer la politique pro-anglaise en Écosse.
La reine Elizabeth considère que le sauvetage de James est un pas de plus vers la fin à l'Auld Alliance, vu qu'à son retour, son père, deviendra probablement le chef des Lords de la Congrégation. William Cecil remercie Châtellerault pour le sauvetage, écrivant le 24 août 1559 : « Je ne convoite qu'une chose, c'est que cette île soit unie dans la concorde »,.
Le 17 juillet 1559, la reine Élizabeth demande à Throckmorton d'aider James, que le roi de France veut capturer mort ou vif, à revenir en Écosse ou en Angleterre depuis Genève où il se trouve. Elle lui recommande d'agir très discrètement « par respect pour les amis et sujets de l'empereur et ceux du roi catholique et des français ». Elle lui écrit à nouveau le 19 juillet pour lui recommander d'user de sagesse pour « le préserver du danger du roi français et des Guise ».
D'après l'évêque d'Aquila, James est vu deux ou trois fois à Londres les premiers jours de septembre, en compagnie de la reine Élizabeth qui fomente « des tumultes en Écosse, à son profit, au moyen d'un prêcheur hérétique nommé Knox ». James quitte Londres pour l'Écosse le 10 septembre.
Le nom utilisé par James lorsqu'il traverse l'Angleterre est « Monsieur de Beaufort ». Son retour en Écosse, en septembre 1559, est attesté par un courrier de Henri Cleutin (M. d'Oysel) à Gilles de Noailles, il est également mentionné dans les lettres de l'évêque Jewel à Peter Martyr et Henry Bullinger. Dans leur correspondance, Arran est connu sous le nom de code Crito, Randolph sous celui de Pamphilus et Elizabeth sous celui de Glycerium. Malgré ce secret, le commandant anglais à Berwick, Sir James Croft, est au courant du plan dès le 14 juin.

## De retour en Écosse
Jacques retourne en Écosse début septembre avec le diplomate anglais Thomas Randolph où il est accueilli par un ami de Ralph Sadler (en). James arrive tout d'abord au château de Berwick-upon-Tweed ou il rencontre le réformateur écossais Henry Balnaves de Halhill. Après une chevauchée de nuit au cœur des Monts Cheviot, il arrive à Teviotdale le samedi 10 septembre et retrouve son père au palais d'Hamilton,. Son frère cadet, Lord David Hamilton, âgé de 15 ans, n'a pas autant de chance. Il est arrêté le 17 juillet 1559, emprisonné au château de Vincennes puis transféré au château d'Amboise en mars 1560, enveloppé dans une couverture.

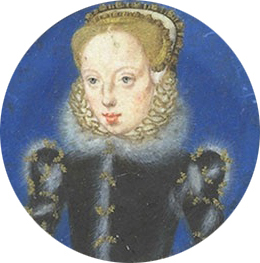
Portrait de Lady Catherine Grey

## Lady Catherine Grey
En septembre 1560, Corbeyran de Cardaillac-Sarlabous, capitaine français du château de Dunbar, fait courir le bruit que le conseil anglais voudrait proposer Lady Catherine Grey en mariage à James, plutôt que la reine Élizabeth, considérant qu'ils sont tous deux héritiers présomptifs des couronnes d'Angleterre et d'Écosse et qu'en cas de défaut d'héritiers, la succession reviendrait à « eux deux ».
En décembre 1561 Arran est aperçu en compagnie d'Alison Craig ou Craik, fille d'un commerçant d'Édimbourg et belle fille de Cuthbert Ramsay. Randolph la décrit comme « une bonne et belle gueuse ». L'intervention du comte de Bothwell, de Lord John Stewart, commendataire de Coldingham, et René, Marquis d'Elbeuf, qui s'invitaient dans les maisons du voisinage dans le cadre d'un bal masqué, déclenche un affrontement armé.

## Engagement pour la Réforme

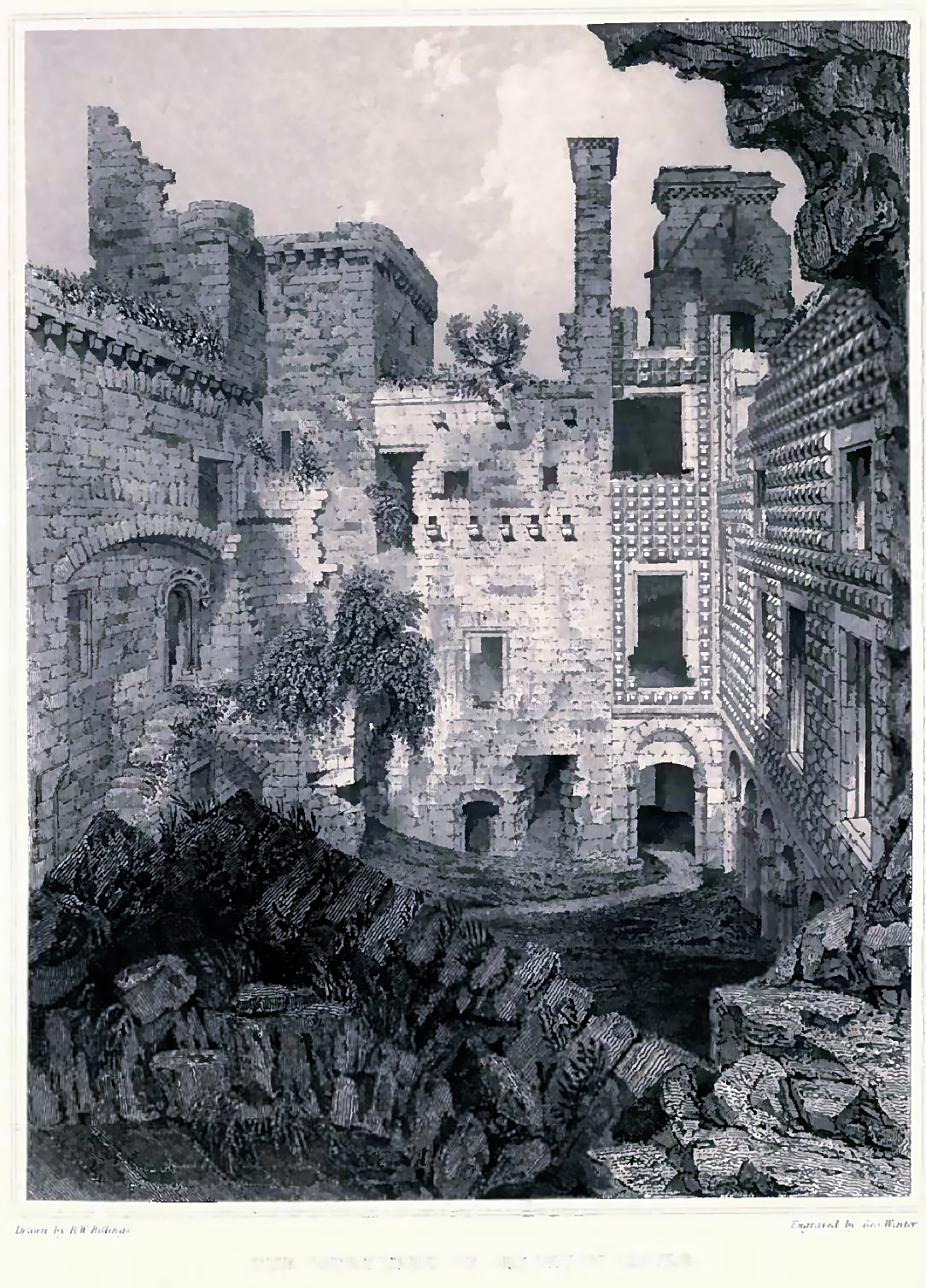
Château de Crichton

Fin septembre 1559, le duc de Châtellerault, père de James, s'affiche comme ouvertement protestant et se déclare « chef des rebelles dudict Escosse » comme l'indique Noailles.
James rejoint les Lords de la Congrégation et combat infatigablement les français et les forces régulières de Marie de Guise pour obtenir la victoire de la Réforme écossaise. Le 10 octobre 1559, avec son cousin, Robert, Maître de Maxwell et sous les ordres de son père, il attaque le château de Crichton, demeure du comte de Bothwell. James et ses hommes s'emparent de l'argent et de l'argenterie de Daldowie puis, le 9 novembre, ils attaquent le Palais de l'archevêque de Dunblane, dérobent un collier d'or appartenant à Jane Stuart, Lady Fleming et emmènent l'archevêque et son argent au château de Stirling et au palais de Falkland,,,. L'archevêque de soixante ans est emprisonné au château de Campbell jusqu'à noël et forcé à payer sa pension. En janvier 1560, James prend la tête de la guerre dans le Fife et envoie des rapports à Ralph Sadler et Sir James Croft de Dysart, Wemyss, Cupar and Aberdour.
Gilles de Noailles, diplomate français en Angleterre, rapporte que les rebelles écossais ont proclamé que s'ils étaient victorieux, James deviendrait roi d'Écosse avec l'accord des lords écossais, sous dépendance du royaume d'Angleterre. L'Écosse serait alors redevable d'une taxe annuelle et Élizabeth pourrait ajouter le blason de l'écosse à ses armoiries. Un document anglais de 1583 évoque la possibilité que la noblesse écossaise ait voulu prendre James comme roi car les écossais étaient mécontents de Marie et ses liens avec la France. Les nobles étaient « totalement résolus à lui confisquer le pouvoir pour le confier au fils ainé du duc de Châtellerault, comte d'Arran, qui est un gentilhomme plein d'espoir et d'aptitude ».

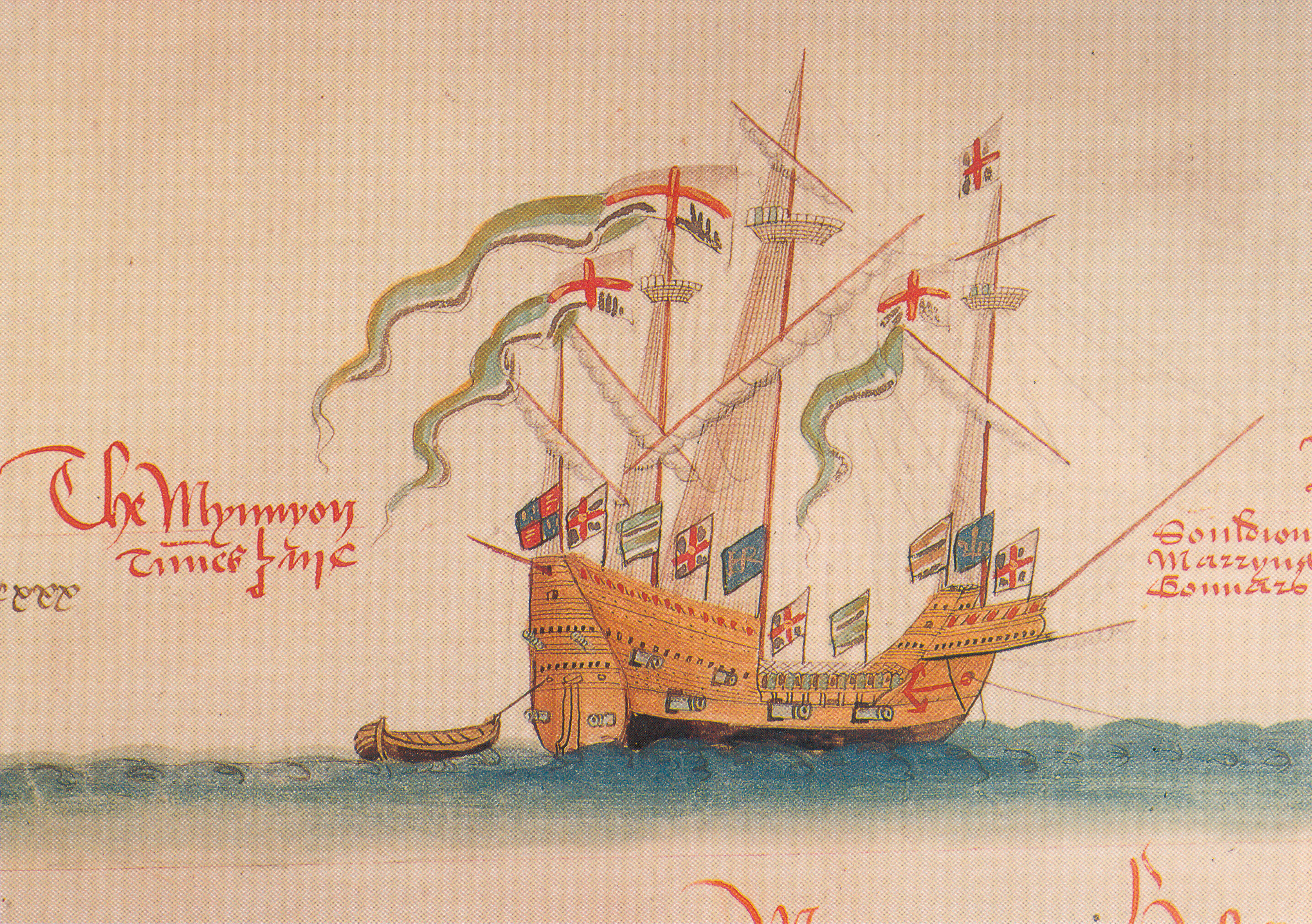
Le Mynyon navire de la flotte anglaise envoyée en écosse en 1560

En décembre 1559, une flotte française débarque en Écosse, un certain nombre des 40 navires prévus initialement sont détournés par le mauvais temps vers la Hollande et la Zélande. En janvier 1560, à la demande des protestants écossais, Elizabeth envoie une flotte en Écosse sous le commandement de William Wynter. Elle est constituée de 17 grands navires appartenant à la reine, qui transportent 3 000 hommes au total ; une partie de la flotte est chargée d'intercepter le ravitaillement venant de France afin d'affamer les troupes françaises en écosse. Le 20 janvier, James et Lord James sont à Dysart avec 500 chevaux, à 3 miles de l'ennemi et le 23 les premiers bateaux de Wynter arrivent à l'île de May et débarquent dans le Fife. Le 4 février 1560, après que les français se soient retirés « en grande honte », affamés et déplorant de nombreuses pertes, le Fife était pris par les partisans de la Congrégation . Fin février, Thomas Randolph se fait passer pour un écossais pour gagner la confiance d'un agent français au château de dumbarton mais James, maladroitement, révèle son identité. Le centre du conflit en écosse se déplace vers le siège de Leith. Une force armée anglaise se porte en appui des rebelles écossais comme convenu par le traité de Berwick négocié par le duc de Châtellerault. Avant que les anglais n'arrivent, les français attaquent Glasgow et le palais de l'archevêque ; James suit leur retour à Leith avec 800 chevaux. Il rejoint alors les assiégés au camp de Restalrig. Le 4 mars, il rencontre le comte de Huntly qui semble vouloir rejoindre la congrégation à Perth. Il quitte le camp de Leigh le 10 avril, « mal à l'aise », pour se reposer à Holyrood. En une semaine, James prend le contrôle du château de Blackness et retourne à Édimbourg pour les négociations de paix qui s'ouvrent après le décès de Marie de Guise et qui conduisent au traité d'Édimbourg. Après que la religion protestante soit instituée par le Parlement, il va au château de Dalhousie avec Lord James et brûle les livres et les vêtements de l'église.

## Marie, reine d'Écosse
À la suite du décès de François II, et du couronnement de son frère Charles IX, Marie Stuart décide de retourner en Écosse en aout 1561. James, nommé membre de son conseil à son arrivée, a une attitude hostile à la cour en raison de son allégeance au Pape. D'après George Buchanan, Marie utilise l'affection que lui porte James pour faire courir le bruit qu'il projette de la kidnapper et en profite pour faire renforcer sa garde personnelle. James et son père sont suspectés d'avoir voulu kidnapper la reine pour l'emmener au château de Dumbarton et sont sommés de s'expliquer.
Le duc de Châtellerault, père de James conteste cette rumeur. Les investigations de Thomas Randolph le persuadent que tout ce « brouhaha est sans raison » et que  la reine « n'a jamais eu aussi peu de raison d'avoir peur avec tous ces papistes en ville ». Malgré tout, la sécurité de la reine au palais de Holyrood est renforcée.
Le 15 novembre 1561, l'évêque Quadra indique à la duchesse de Parme que Marie a réduit le nombre de ses conseillers et que James et son père n'en font plus partie, de plus, le duc de Châtellerault est sommé de rendre le château de Dumbarton, ce qu'il fait.
Le 17 janvier 1562, James quitte Kinneil pour rencontrer Marie, reine d'Écosse au palais de Linlithgow, et discuter avec elle de sa rémunération et de celle de son père pour leurs services. Randolph note que la reine l'embrasse à son arrivée et à son départ. Le 8 février le beau-frère de Marie, James Stewart, qui est devenu comte de Mar, épouse Agnès Keith. James escorte Marie à la fête du Shrove Tuesday (Mardi gras) au Palais d'Holyrood mais tombe malade avant le début des masques qui ont lieu le lendemain et n'assiste pas aux reste des festivités. Quelques jours plus tard, on indique à son père que James a parlé d'Elizabeth « sa Majesté la Reine » de façon « irrévérencieuse » et que cela lui a été rapporté. Randolph indique au duc de Châtellerault qu'il trouve qu'il y a quelque chose d'étrange chez James et qu'il ne doit pas être le seul.
James semble déterminé à retrouver sa place en France et ne se sent pas en sécurité chez lui et il est « tellement tourmenté par son imagination » qu'il passe huit jours au lit.
Le 28 février, craignant pour la santé mentale de James, Randolph écrit qu'il « est tellement noyé dans les rêves, et se nourrit tellement de fantaisies, que les hommes craignent qu'il ne tombe dans quelque maladie dangereuse et incurable, ou qu'il ne joue un jour quelque rôle fou qui l'amènera à commettre des méfaits ». Le 6 juin 1562, l'évêque Quadra note que James a perdu la tête depuis quelque temps mais qu'il paraît qu'il va mieux.
En mai 1566, James sort de la prison où il a passé plus de trois ans.

## La fin
Frappé de folie, James est placé sous la tutelle de son frère cadet John après la mort de son père en 1575. En 1579, sa tutelle passe à James, un favori du roi Jacques VI, qui lui octroie même le titre de comte d'Arran en 1581 avant de le rendre à James Hamilton en 1585. Ce dernier meurt en 1609 sans laisser d'enfants, et son neveu James hérite du titre.